# Club Sportivo Firenze
Club Sportivo Firenze, conosciuto anche come C.S. Firenze, è una società polisportiva di Firenze, formatasi nel 1903 con l'attuale denominazione tramite fusione di due sodalizi, dei quali il più antico venne fondato nel 1870 e si occupava solo di ciclismo con il nome di Veloce Club Firenze.
La sua sezione calcio si unì alla Fiorentina nel 1926, ma il club continuò la sua attività calcistica come scuola giovanile e squadra dilettantistica. Per quanto riguarda la classifica del campionato italiano di calcio dal 1898 al 1929, la squadra è al 43º posto su 156.

## Storia

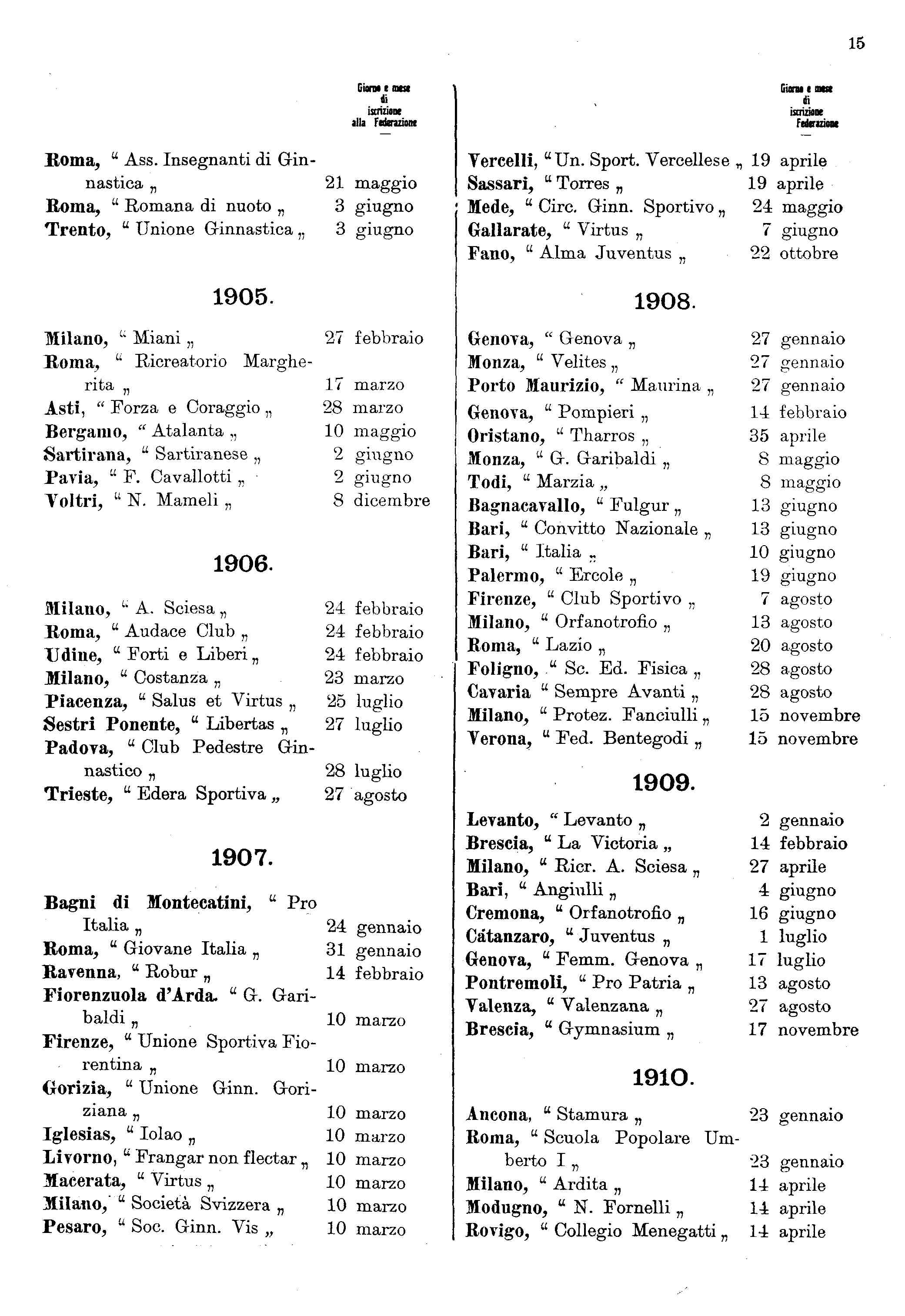
Elenco delle società affiliate alla F.G.N.I. Il Club Sportivo Firenze compare nella sezione riferita al 7 agosto 1908

Il Club Sportivo Firenze nel 1922.

Il Club Sportivo Firenze si formò nel 1903 dalla fusione del Club Velocipedistico Fiorentino con il Club Sportivo Ardire.
A sua volta, il Club Velocipedistico Fiorentino venne fondato nel 1870 con il nome di Veloce Club Firenze, inizialmente si era dedicato al ciclismo e a gare per velocipedi e altri sport. Il 2 febbraio dello stesso anno il club organizza la prima gara per velocipedi fra Firenze e Pistoia, vinta dal giovane americano Rynner Van Hest che percorse la distanza di trentatré chilometri in due ore e dodici minuti. Nel 1884 ha assunto la sua ultima denominazione.

## Ciclismo
Tanti sono i campioni del ciclismo, che sono cresciuti in questa polisportiva. Il più vincente fu Enzo Sacchi, che dopo essere stato tricolore del chilometro nel 1949 e della velocità nel 1950, conquistò nel biennio 1951-1952 i due titoli iridati, i due titoli italiani e, infine, quello olimpico a Helsinki davanti a Cox e Potzernheim. Nella stessa categoria si aggiudicò pure il Gran Premio di Parigi 1951, il Gran Premio dell'UVI 1949 e numerose altre prove (oltre a qualche circuito su strada). Nel 1955, a Frascati, un altro grande atleta che ha vestito i colori del Club, Sante Ranucci, diventò campione del mondo su strada per dilettanti.
Sulla pista del Velodromo delle Cascine, sede del club, furono disputate molte gare, anche di alto livello, fra cui alcune 6 giorni, alle quali parteciparono campioni come Girardengo, Bobet, Gardellin, Linari, Binda, Berni, Coppi e Bartali.

## Calcio

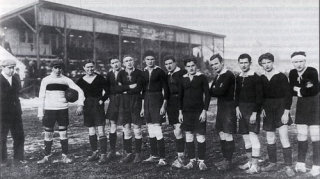
La prima formazione del presidente Ridolfi, nell'esordio in campionato contro il Pisa 3 ottobre 1926, la Fiorentina in maglia rossa sul terreno di Via Bellini, da sinistra: Serravalli, Posteiner, Benassi, Barigozzi, Segoni, Focosi, Baldini, Salvatorini, Volk, Baccilieri, Bandini. 6º posto nel 1926-1927

Nel 1908 venne istituita la sezione calcio della società polisportiva. La società calcistica disputò i principali incontri con le altre squadre fiorentine, sul prato del Quercione (l'attuale Parco delle Cascine).
Nel corso degli anni i giocatori della squadra bianco-rossa del Florence Football Club, nato nel 1898, confluirono sia nella Libertas che nel CS Firenze, si può pertanto affermare che il Florence FC si trova ai vertici della genealogia del sodalizio che nel 1926 formò la giovane società calcistica ACF Fiorentina. Nel 1908 a Firenze, oltre alla CS Firenze, nascono altre due società: la Juventus Foot-Ball Club e la Firenze FBC, mentre l'Itala Foot Ball Club nasce un anno prima (1907).
Il primo presidente fu il Marchese Luigi Ridolfi. Nel 1915 assorbì il Firenze FBC, ereditandone il titolo sportivo di Prima Categoria. La sezione calcio del Club Sportivo Firenze, prima di fondersi con quella della Palestra Ginnastica Fiorentina Libertas nel 1926 per dare vita alla Associazione Calcio Fiorentina, ha partecipato a tre campionati consecutivi di Prima Categoria dal 1919, in quel periodo il massimo livello calcistico. Partecipa al Coppa Federale Toscana 1919, vinto dal Pisa. In Terza Divisione 1924-1925 vince il girone A del campionato toscano, ma perde in finale il torneo per un punto.
Dopo il 1926, il club continuò la sua attività calcistica a livello giovanile e dilettantistico. Nella scuola della sua sezione calcio sono cresciuti giocatori importanti, fra tutti Luciano Spalletti e Lorenzo Stovini.

### Cronistoria

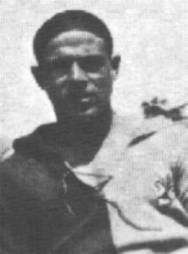
Italo Bandini attaccante del C.S. Firenze e poi della Fiorentina.

## Altri sport
Attualmente la polisportiva è attiva in varie discipline, tra le quali sono presenti: tennis, ginnastica, palla a tamburello, podismo, ciclismo e calcio.
La sede, ubicata nel Parco delle Cascine di Firenze, dispone di un campo da calcio in sintetico, realizzato alla fine del 2007 e posto nel parterre della pista del Velodromo "Enzo Sacchi". La pista, completamente restaurata nel contesto dei lavori di rifacimento del terreno di gioco, misura 333,00 m e ospita mensilmente le gare ciclistiche. La struttura dispone di 6 ampi spogliatoi, di una palestra, d'infermeria e uffici, tutti situati nel sottotribuna. Della sede fa parte anche lo sferisterio delle Cascine, nel quale vengono disputati gl'incontri di tamburello da parte della formazione del Club Sportivo, che milita nel campionato nazionale di serie C e, grazie alla polivalenza dell'impianto, si svolgono incontri dei campionati delle squadre della scuola di calcio e della squadra femminile di calcetto, che disputa il campionato regionale UISP nella categoria "eccellenza". La sezione calcio, oltre alla scuola, alla squadra femminile e alle squadre partecipanti ai tornei giovanili, ha anche una squadra maggiore oggi impegnata nel campionato di Lega Nazionale Dilettanti di Seconda Categoria toscana. 
La sezione tennis, che dispone di tre campi da gioco, organizza annualmente tornei giovanili, sia maschili che femminili. La polisportiva gareggia con proprie squadre pure in altre discipline di sport sferistici come pallapugno, pallone col bracciale e tamburello a muro: le gare si disputano sempre nello sferisterio delle Cascine.